# Fall River, Kansas
Fall River là một thành phố thuộc quận Greenwood, tiểu bang Kansas, Hoa Kỳ. Năm 2010, dân số của xã này là 162 người.

## Dân số
Dân số các năm:
- Năm 2000: 156 người
- Năm 2010: 162 người